# 德坭立交
德坭立交（俗称：旱桥）是廣州的一座立交桥，于1964年落成，是中华人民共和国建國後廣州建成的第二座立交橋，連通東風路、康王路及荔灣路，並且橫跨廣茂鐵路。附近有廣州市少年宮、流花湖公園及廣雅中學。
该桥分为旧桥和新桥，设车行道和人行道。其中，旧桥于1964年建成通车，长370米，宽12米，为桥面正中间的双向两车道，仅跨越广茂铁路。新桥建于1995年，长1455米，宽15米，最外侧为人行道；跨铁路段双向各两车道外包旧桥，融为一体，共六车道；跨过铁路之后并为双向四车道，跨过康王路、荔湾路等主要路口，沿东风西路一直延伸到广州市少年宫门前落地。

## 名称
德坭立交因德坭路（今東風西路的其中一段）而得名。同时因为它是广州第一座非跨越河流的桥梁，因此又被俗称为「旱桥」。

## 维护
由于长时间超负荷通行，导致旧桥劳损，并评定为D级危桥，要求限行和计划维修保养。由于北环高速广北桥封闭交通进行维修加固，为统筹交通环境、缓解交通压力，原定9月17日开始的维修被推迟，2014年10月15日，德坭立交进行全封闭维修，2014年12月27日，完成维修恢复通车。

## 重建
2023年，其下方广茂铁路开始拆除重建为广湛高铁。因应高铁的建设需求，2025年4月8日起，德坭立交跨越铁路的部分将被拆除重建。